# 달시 파켓
달시 파켓(영어: Darcy Paquet, 1972년 ~ )은 미국의 배우, 평론가, 번역가이다.

## 경력
- 2006년 제10회 부천 판타스틱 영화제 심사위원
- 2007년 9월 제8회 서울 국제영화제 국내경쟁부문 심사위원
- 2012년 제14회 서울국제청소년영화제 심사위원
- 고려대학교 교수

## 출연 작품

### 영화
- 2010년 《원 나잇 스탠드》 - 로메르 역
- 2011년 《댄스 타운》
- 2012년 《강철대오 : 구국의 철가방》- 안드레이 역
- 2012년 《돈의 맛》- 로버트 역
- 2013년 《무게》- 전도사 역
- 2014년 《산타바바라》 - 미국 에이전시 역
- 2017년 《박열》 - 외신기자 역
- 2020년 《도망친 여자》 - 외국인 관객 역
- 2021년 《그대 너머에》 (영문 번역)
- 2021년 《한낮의 침입자》 - 교수 역
- 2021년 《승리호》 (시나리오 번역 감수)
- 2021년 《모가디슈》 (시나리오 번역 감수)
- 2022년 《복지식당》 (번역)
- 2022년 《소설가의 영화》 (영어 번역)

### 드라마
- 2021년 SBS 《조선구마사》 - 요한 신부 역

## 수상
- 2020년 부산시 명예시민